# Арабо
Арабо (арм. Արաբօ; настоящее имя Степанос Аракел Мхитарян (арм. Ստեփանոս Առաքել Մխիթարեան); 1863—1893) — видный деятель армянского национально-освободительного движения, один из первых фидаинов.

## Биография

### Юные годы
Будущий фидаин родился в 1863 году в селе Куртер, Сасунского санджака, Битлисского вилайета Османской империи. При крещении он был наречен именем Аракел. Учился в школе монастыря Аракелоц (Святых апостолов) в городе Муш.

### Выбор пути
В 1880 г. Аракел вступил в ряды борцов против турецкого деспотизма. Действовал в селах Сасуна, Муша и Тарона, возглавлял вооруженные группы фидаи. Его ближайшими соратниками стали Геворг Чауш и Калшо Манукян. В 1882 г. Аракел был арестован турецкими властями в селе Бердак, приговорён к 15 годам заключения, но совершил побег из тюрьмы и возобновил гайдуцкую деятельность.
В 1889 г. Арабо впервые посетил Российский Кавказ, a в 1892 г. участвовал в I Съезде Армянского Революционного Союза Дашнакцутюн, состоявшемся в Тбилиси. Именно тогда Арабо вступил в Дашнакцутюн.

### Последние годы жизни
Арабо погиб в бою против курдских банд в урочище Келисору, по пути из Хнуса в Муш.

## Память
Армянский народ сложил много песен о подвигах Арабо. Одной из наиболее известных песен стала «Зартнир, лао» (Проснись, сын мой)